# Gadella obscurus
Gadella obscurus är en fiskart som först beskrevs av Parin, 1984.  Gadella obscurus ingår i släktet Gadella och familjen Moridae. Inga underarter finns listade i Catalogue of Life.